# Oana Albu
Oana Albu (n. 17 iulie 1958, Brăila), actriță. 

## Studii
Absolventă a Liceului Pedagogic din orașul natal (1978) și a Institutului de Teatru din Târgu Mureș (1983). 

## Activitatea profesională
Un an școlar a fost educatoare la Grădinița nr. 11 din Brăila (1978- 1979). La absolvirea facultății a fost repartizată la Teatrul Tineretului din Piatra Neamț, pe care l-a slujit 13 ani jucând numai în roluri principale, cu mari satisfacții și reușite profesionale în piese de: W. Saroyan, M. Sorbul, A. P. Cehov, B. Johnson, O. Wilde, T. Mazilu, W. Havel, Sam Shapard, G. Gorin, I. L. Caragiale, C. Goldoni, E. Ionescu, W. Shakespeare, T. Popescu ș.a. În piesa Bădăranii de C. Goldoni a jucat în rolul Lucietta (regia Louise Dănceanu); spectacolul a fost selecționat la Festivalul de Comedie de la Galați pentru participarea la Festivalul Internațional de Teatru - Sitges, Spania. Din anul 1996, prin concurs, actriță la Teatrul Mic din București, interpretând cu succes, roluri în piesele: Noaptea încurcăturilor de Goldsmith, Copiii soarelui de M. Gorki, Domnișoara Iulia și Sonata fantomelor de A. Strindberg, Neguțătorul din Veneția de W. Shakespeare. A colaborat cu regizorii: Nicolae Scarlat, Alex. Dabija, Ștefănuț Iordănescu, Cătălina Buzoianu, Silviu Purcărete, Sergiu Anghel, Cristian Pepino, Cristian Hadji-Culea, Nae Caranfil, Andreea Vulpe, Petre Vutcărău, Louise Dănceanu, Liana Ceterchi, Tudor Chirilă.